# Valerij Fjodorovič Bikovski
Valerij Fjodorovič Bikovski (rusko Вале́рий Фёдорович Быко́вский), ruski častnik, vojaški pilot in kozmonavt, * 2. avgust 1934, Pavlovski Posad, Sovjetska zveza, † 27. marec 2019, Moskva.
Podpolkovnik Bikovski je med 14. in 19. junijem 1963 na vesoljski ladji Vostok 5 v 118 urah 56 minutah 41 sekundah 81-krat obletel Zemljo, ter pri tem opravil pot 3.326.000 km (bil je peti sovjetski in deveti svetovni astronavt, ki mu je uspelo obleteti Zemljo).
Drugi dan odprave se mu je pridružil Vostok 6 s prvo žensko kozmonavtko Tereškovo.